# St. Norbert (Lünen)

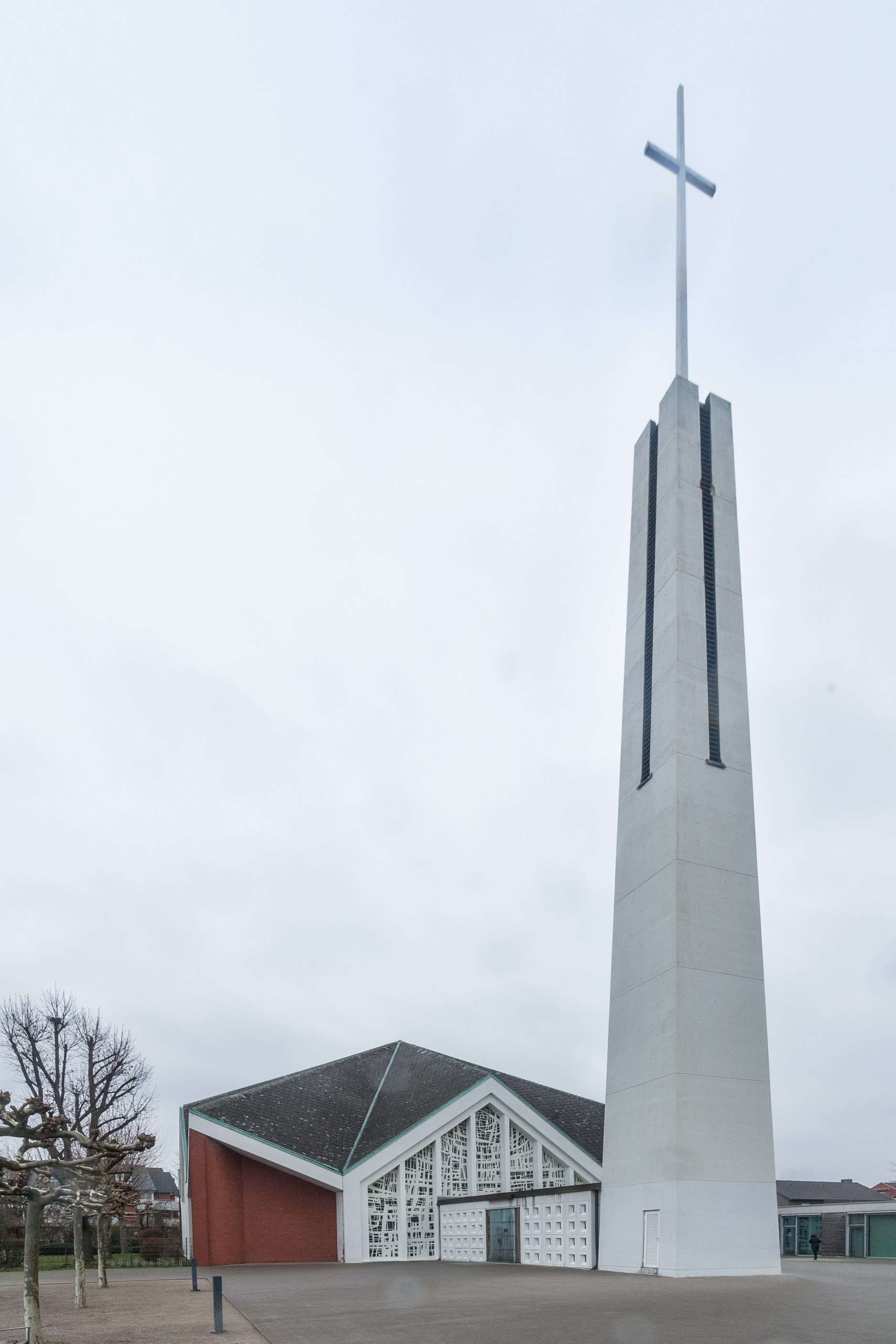
Die Kirche St. Norbert in Lünen

St. Norbert ist der Name einer seit 2020 denkmalgeschützten römisch-katholischen Kirche in Nordlünen, einem Ortsteil der nordrhein-westfälischen Stadt Lünen. Fertiggestellt und geweiht wurde sie 1967. Sie zeichnet sich durch das markante Zeltdach aus, ohne störende Säulen in ihrem Inneren. Geweiht ist die Kirche dem hl. Norbert von Xanten, dem Gründer des Prämonstratenserordens. Architekten waren Hans Ostermann aus Münster und Fritz Bette aus Lünen.
Der Viereckbau mit sechseckigem Zeltdach gilt als hervorragendes Beispiel moderner Kirchenbaukunst. Die abstrakten Kirchenfensterwände wurden nach Entwürfen des Malers Franz Heilmann aus Borghorst gestaltet. Das Marienbild mit dem Kinde sowie der Sakralraum mit dem Altar, das Taufbecken und das Verkündigungspult schuf der Bildhauer Hubert Janning aus Angelmodde.
Die Orgel mit 1516 Pfeifen und 22 Registern wurde von dem Orgelbauunternehmen Franz Breil aus Dorsten erstellt und 1974 eingeweiht. Die Kirche hat vier aus Bronze gegossene Glocken, hergestellt in der Glocken- und Kunstgießerei Petit & Gebr. Edelbrock in Gescher. Die größte Glocke erklingt in b1, ist 400 kg schwer und hat den Namen Maria. Die c2-Glocke wiegt 300 kg und heißt Josef. Die d2-Glocke ist 220 kg schwer und heißt Norbert, und die f2-Glocke mit 175 kg wurde dem hl. Paulus geweiht.
Die Kirche fasst bis zu 600 Menschen. Sie gehört zur Kirchengemeinde St. Marien Lünen im Dekanat Werne des Bistums Münster.
Im Jahre 2023 wurde bekannt, dass die Pfarrei St. Marien die Filialkirche wegen Sanierungsbedarfs und rückläufiger Besucherzahlen aufgeben und eine soziale Nachnutzung für das Gebäude suchen will. In das benachbarte Pfarrheim soll ein Gottesdienstraum eingebaut werden.